# St Arnaud
St Arnaud è una città australiana, situata nello Stato di Victoria, nella Contea di Northern Grampians. Il paese diasta 244 km da Melbourne.
La città prende il nome dal maresciallo francese Armand Jacques Leroy de Saint-Arnaud, comandante in capo dell'esercito d'Oriente della guerra di Crimea. Nel paese un certo numero strade e luoghi sono denominati con nomi di personaggi guerra di Crimea .
St Arnaud è stata fondata nel 1850 come città mineraria .
La città dispone di numerosi e ben conservati edifici storici che costeggiano l'arteria principale di Napier Street .
A breve distanza verso sud c'è il Parco nazionale di St Arnaud Range.
Qui nacque il militare Brudenell White.